# Andree Katic
Andree Katic (* 24. Juli 1984) ist ein deutscher Fernsehdarsteller und Model.

## Leben
Andree Katic wurde als Sohn eines serbischen Vaters und einer deutschen Mutter in Deutschland geboren. Sein Vater stammt aus Pančevo in der Vojvodina, heute Serbien. Er wuchs mit seinem älteren Bruder in Solingen auf. Er spielte auch Basketball, ab 2010 beim Regionalligisten BG Solingen.
Katic ist Laiendarsteller. Ab 2013 verkörperte er ab Folge 2 eine der Hauptfiguren, den Personaltrainer „Patrick Schumann“, in der deutschen Reality-Seifenoper Köln 50667 des Fernsehsenders RTL II. Katic verkörperte in der Serie einen Bodybuilder und Lebemann. Er gehörte zur Stammbesetzung der Serie. Er ist in mehr als 1000 Folgen aufgetreten. Im Oktober 2021 verließ Katic die Serie.
Katic arbeitet außerdem als Model. Anlässlich der Fußball-Weltmeisterschaft 2014 in Brasilien nahm Katic an einem Fußball-Foto-Shooting der Köln 50667-Stars teil. Er ließ sich mit nacktem Oberkörper als Fußballer im Fußball-Dress und mit einem Fußball in der Hand ablichten.  Im Januar 2015 trat er im Rahmen der „Friday Girls Night“ als Stargast im WOW-Club in Zürich auf. Im Februar 2016 war er zu Gast in der RTLII-Show Fake Reaction – Einer täuscht immer! von Simon Gosejohann. 2021–2022 spielte er neben Daniel Völz in der Amazon-Prime-Serie Afterglow – Alles nur Show? mit.
Katic war auch als Geschäftsführer (UG) einer Sportarena-Filiale in Düsseldorf tätig. 2021 heiratete er seine damalige Partnerin Selda. 2024 folgte die Scheidung des Paares. Er lebt in Neuss.

## Filmografie
- 2013–2021: Köln 50667 (Fernsehserie)
- 2021–2022: Afterglow (Fernsehserie)